# Chase University
Chase University (a veces llamada Andre Chase University y Chase U) es un stable de lucha libre profesional de la empresa WWE en la marca NXT. 
Los personajes del grupo contienen elementos de una universidad de educación postsecundaria.

## Historia

### WWE

#### NXT, Primera formación (2021- 2024)
En el episodio del 21 de septiembre de NXT, Chase debutó con un nuevo personaje de maestro rudo y comenzó a presentar un segmento en el programa llamado Andre Chase University. En los siguientes meses, Chase reclutó a Bodhi Hayward y Thea Hail como sus nuevos estudiantes para Chase University y poco a poco cambió a Face. En el show del 20 de septiembre de 2022 de NXT, Chase y Hayward derrotaron a Carmelo Hayes y Trick Williams.
En noviembre, WWE liberó a Hayward, sacándolo así de Chase U. En el show del 1 de noviembre de NXT, Duke Hudson suplió a Hayward como el abanderado de Chase U y poco a poco cambió a Face.
En el episodio del 31 de enero de 2023 de NXT, Chase U derrotó a The Dyad (Rip Fowler y Jagger Reid) y a Malik Blade & Edris Enofé en una lucha por equipos de triple amenaza para convertirse en el cuarto equipo en desafiar por los Campeonatos en Parejas de NXT en NXT Vengeance Day. En NXT Vengeance Day, Chase & Hudson acompañados por Hail, se enfrentaron a New Day (Kofi Kingston & Xavier Woods), Gallus (Mark Coffey & Wolfgang) y a Pretty Deadly (Elton Prince & Kit Wilson) por los Campeonatos en Parejas de NXT, pero perdieron.
Durante las próximas semanas, Chase U entraría en una pelea con Schism, que también involucraría a Tyler Bate, quien comenzó a ayudar a Chase U contra Schism. Se organizaría una lucha por equipos mixtos de ocho personas para NXT Stand & Deliver, con el control de la Universidad Chase en juego. En el evento, Chase U derrotaría a Schism. 
En el evento de NXT del 6 de junio, Hail luchó en una Women's Battle Royal en la que eliminó de últimas a Dana Brooke y a Cora Jade ganando una oportunidad por el Campeonato Femenino de NXT. Tras el combate, todos los estudiantes de la Chase U celebraron su victoria.
En el último evento de NXT del 2023 emitido el 26 de diciembre, Chase & Hudson se enfrentaron a OTM (Bronco Nima & Lucien Price) en All or Nothing Match, pero perdieron y como consecuencia OTM obtuvo una oportunidad por los Campeonatos en Parejas de NXT.
En NXT New Year's Evil, Osborne se enfrentó a Oba Femi en la final del NXT Men's Breakout Tournament, pero perdió, tras el combate y tras bambalinas, Jayne decidió que Hudson & Osborne participen en el Dusty Rhodes Tag Team Classic, a la siguiente semana en un episodio de NXT, se reveló que Jayne les hablaba a Hail y otras estudiantes una estrategia para ayudar a la Chase U que fue mostrado por un vídeo de Anonymous NXT vía X (Twitter). La próxima semana en NXT, Hudson & Osborne se enfrentaron a Latino World Order (Cruz del Toro & Joaquin Wilde) en la Primera Ronda del Dusty Rhodes Tag Team Classic, sin embargo perdieron. La próxima semana en NXT, el salón de clases empezaba a ser embargada. En el episodio de NXT emitido el 20 de febrero, Chase & Hudson derrotaron a Axiom & Nathan Frazer ganando una oportunidad por los Campeonatos en Parejas de NXT, después del combate, fueron atacados por The Good Brothers (Karl Anderson & Luke Gallows). En el episodio especial de NXT llamado NXT Roadblock, Chase & Hudson se enfrentaron a The Wolfdogs (Baron Corbin & Bron Breakker) por los Campeonatos en Parejas de NXT, pero perdieron.
Tras su deserción, Holland prometió derrotar a Chase U. En el episodio del 10 de septiembre de NXT, Holland derrotó a Hudson y lo eliminó con la barricada después del combate. Dos semanas después, Holland derrotó a Osborne, pero no logró eliminarlo. En el episodio del 15 de octubre de NXT, Holland volvió a derrotar a Osborne. Después del combate, Chase regresó para salvar a Osborne cuando Holland estaba a punto de eliminarlo. En NXT Halloween Havoc, el 27 de octubre, Holland derrotó a Chase en un combate de ambulancia. En el episodio del 19 de noviembre de NXT, Chase se enfrentó a Holland con la condición de que Chase U se disolviera si perdía. Holland salió victorioso, lo que provocó la disolución de Chase University. Hudson y Osborne fueron liberados por la WWE en 2025.

#### Segunda formación (2025-presente)
A principios de 2025, Andre Chase inició una historia con Kale Dixon y Uriah Connors en sus intentos de reformar Chase U. En el episodio del 22 de abril de NXT, Chase reformó oficialmente Chase U. En el episodio del 20 de mayo de NXT, Dixon y Conners lucharon su primer combate como parejas en el primer combate de Chase U desde su reformación, pero perdieron ante los OTM que regresaban (Bronco Nima y Lucien Price). En el episodio del 3 de junio de NXT, Chase, Dixon y Conners formaron equipo por primera vez, donde perdieron ante DarkState (Cutler James, Dion Lennox y Osiris Griffin) en un combate de seis hombres por equipos.
En el episodio de NXT del 29 de julio, Connors & Dixon intentaron atacar con unas sillas a los Campeones en Parejas de NXT Hank Walker & Tank Ledger para obtener una oportunidad titular pero no fue necesario ya que Hank y Tank le dieron una oportunidad debido a que les cae bien el señor Chase, posteriormente Chase apareció para reclamarles a Connors & Dixon que no entendieron bien su consejo. La siguiente semana en el episodio de NXT del 5 de agosto, Connors & Dixon se enfrentaron a Hank Walker & Tank Ledger por los Campeonatos en Parejas de NXT, sin embargo perdieron, pero después del combate ambos equipos fueron atacados por DarkState (Dion Lennox, Cutler James, Saquon Shugars & Osiris Griffin).

## Miembros

### Miembros actuales
| Nombre        | Tiempo                                                                       | Notas  |
| ------------- | ---------------------------------------------------------------------------- | ------ |
| Andre Chase   | 4 de enero de 2022 – 19 de noviembre de 2024, 22 de abril de 2025 – presente | Líder. |
| Uriah Connors | 22 de abril de 2025 – presente                                               |        |
| Kale Dixon    | 22 de abril de 2024 – presente                                               |        |

### Miembros asociados
| Nombre     | Tiempo                                     | Notas                                    |
| ---------- | ------------------------------------------ | ---------------------------------------- |
| Tyler Bate | 11 de enero de 2023 – 7 de abril de 2023   | Se unió como asociado consejero de Hail. |
| Jazmyn Nyx | 4 de febrero de 2024 - 19 de marzo de 2024 | Se unió como asociada de Jayne.          |

### Miembros antiguos
| Nombre        | Tiempo                                           | Notas |
| ------------- | ------------------------------------------------ | --- |
| Bodhi Hayward | 4 de enero de 2022 – 24 de noviembre de 2022     | Hayward fue despedido de WWE, por lo que fue automáticamente desvinculado de Chase U. |
| Jacy Jayne    | 5 de septiembre de 2023 – 19 de marzo de 2024    | El 5 de septiembre de 2023, Jayne se unió extraoficialmente al grupo, antes de ser declarada miembro oficial el 3 de octubre de 2023. Posteriormente, Jayne se retiró de Chase U a causa de su nueva amistad con Jazmyn Nyx. |
| Ridge Holland | 14 de mayo de 2024-1 de septiembre de 2024       | El 1 de septiembre de 2024, Holland traicionó y ataco a todos los miembros de Chase U después de perder los títulos por equipos ante Axiom y Nathan Frazer en NXT No Mercy.                                                  |
| Thea Hail     | 31 de mayo de 2020 - 19 de noviembre de 2024     | |
| Duke Hudson   | 1 de noviembre de 2022 - 19 de noviembre de 2024 | |
| Riley Osborne | 5 de diciembre de 2023 - 19 de noviembre de 2024 | |

## Campeonatos y logros
- WWE
  - NXT Tag Team Championship (2 veces) — Chase & Hudson (1) y Chase & Holland (1)